# Srikakulam (Andhra Pradesh)
Srikakulam es una ciudad y  municipio situada en el distrito de Srikakulam en el estado de Andhra Pradesh (India). Su población es de 137944 habitantes (2011). Se encuentra a 108 km de Visakhapatnam y a 332 km de Bhubaneswar. Es el centro administrativo del distrito.

## Demografía
Según el censo de 2011 la población de Srikakulam era de 137944 habitantes, de los cuales 68457 eran hombres y 69487 eran mujeres. Srikakulam tiene una tasa media de alfabetización del 84,62%, superior a la media estatal del 67,02%: la alfabetización masculina es del 90,76%, y la alfabetización femenina del 78,61%.

## Clima
| Parámetros climáticos promedio de Srikakulam, Andhra Pradesh | Parámetros climáticos promedio de Srikakulam, Andhra Pradesh | Parámetros climáticos promedio de Srikakulam, Andhra Pradesh | Parámetros climáticos promedio de Srikakulam, Andhra Pradesh | Parámetros climáticos promedio de Srikakulam, Andhra Pradesh | Parámetros climáticos promedio de Srikakulam, Andhra Pradesh | Parámetros climáticos promedio de Srikakulam, Andhra Pradesh | Parámetros climáticos promedio de Srikakulam, Andhra Pradesh | Parámetros climáticos promedio de Srikakulam, Andhra Pradesh | Parámetros climáticos promedio de Srikakulam, Andhra Pradesh | Parámetros climáticos promedio de Srikakulam, Andhra Pradesh | Parámetros climáticos promedio de Srikakulam, Andhra Pradesh | Parámetros climáticos promedio de Srikakulam, Andhra Pradesh | Parámetros climáticos promedio de Srikakulam, Andhra Pradesh |
| Mes                                                          | Ene.                                                         | Feb.                                                         | Mar.                                                         | Abr.                                                         | May.                                                         | Jun.                                                         | Jul.                                                         | Ago.                                                         | Sep.                                                         | Oct.                                                         | Nov.                                                         | Dic.                                                         | Anual                                                        |
| ------------------------------------------------------------ | ------------------------------------------------------------ | ------------------------------------------------------------ | ------------------------------------------------------------ | ------------------------------------------------------------ | ------------------------------------------------------------ | ------------------------------------------------------------ | ------------------------------------------------------------ | ------------------------------------------------------------ | ------------------------------------------------------------ | ------------------------------------------------------------ | ------------------------------------------------------------ | ------------------------------------------------------------ | ------------------------------------------------------------ |
| Temp. máx. media (°C)                                        | 28.8                                                         | 31.0                                                         | 33.3                                                         | 35.5                                                         | 37.9                                                         | 36.9                                                         | 32.9                                                         | 32.4                                                         | 32.4                                                         | 31.3                                                         | 29.7                                                         | 28.6                                                         | 32.6                                                         |
| Temp. mín. media (°C)                                        | 19.3                                                         | 20.5                                                         | 22.8                                                         | 25.8                                                         | 27.9                                                         | 27.4                                                         | 25.7                                                         | 25.5                                                         | 25.6                                                         | 24.7                                                         | 21.7                                                         | 19.6                                                         | 23.9                                                         |
| Lluvias (mm)                                                 | 0                                                            | 5                                                            | 4                                                            | 10                                                           | 53                                                           | 126                                                          | 204                                                          | 204                                                          | 162                                                          | 228                                                          | 66                                                           | 13                                                           | 1075                                                         |
| Fuente: en.climate-data.org                                  |                                                              |                                                              |                                                              |                                                              |                                                              |                                                              |                                                              |                                                              |                                                              |                                                              |                                                              |                                                              |                                                              |